# لیکوی نوک‌شمشیری ناونگ مونگ
لیکوی نوک‌شمشیری ناونگ مانگ (نام علمی: Napothera naungmungensis) پرنده‌ای از خانواده لیکویان زمینی است که در سال ۲۰۰۵ به عنوان جدید برای علم توصیف شد. گاهی به نظر می‌رسد که با لیکوی نوک‌شمشیری دم‌کوتاه هم‌گونه است.
باور بر این است که در گستره پراکنش آن نسبتاً رایج است.